# 柳亭市馬
柳亭 市馬（りゅうてい いちば）または三遊亭市馬（さんゆうてい いちば）は落語家の名跡。柳亭市馬の当代は4代目を名乗る。最後に三遊亭市馬を名乗った落語家も4代目を名乗った（後述）。
歴代
- 古原亭市馬 - 『噺連中帳』（天保10年・1839年）、『奇奴部類』（弘化5年・1848年）、嘉永4年（1851年）の落語番付などには、載っているが、亭号は古原亭のほか狂言亭、柳亭など、一定しない[1]。
- 狂言亭市馬 - 後の初代三遊亭圓馬[1]。
- 三遊亭市馬 - 複数人存在。当該項目で記述。
- 4代目柳亭市馬 - 当代。2014年6月から2024年6月まで落語協会会長を務めた。

## 初代
俗に初代 柳亭 市馬（りゅうてい いちば、生年不詳 - 1924年（大正13年）?）は、明治から大正にかけての落語家。本名：味波 庄太郎。三遊亭市馬（味波文之助、上記）の甥とされる。享年について『古今東西落語家事典』は「60歳前後カ」と記す。

### 経歴・人物
初代三遊亭金馬に入門し、三遊亭金我の名を与えられる。その後6代目土橋亭里う馬または7代目土橋亭里う馬の門下に転じ、土橋亭里う好に改名。1900年代の前半（1902年 - 1906年・明治30年代後半）には3代目柳家小さんの門に転じ、柳家小三太となる。1910年ごろに柳家歌太郎、1916年1月に春風燕柳に改名。
『古今東西落語家事典』は「一時大阪に飛び出したことがあったらしい」と記し、1910年代に神戸で活動していた橘ノ圓都は回想の中で、神戸の寄席で分裂騒動が起きた際に市馬（出典書籍では「市場」と誤記）にも支援を仰いだが、その後再び統合される段になって興行主が圓都を残して市馬らを切るというのに納得ができず一時噺家を退いたと述べている。
1917年に演芸会社が発足した際には小さん一門として「会社派」に所属した。1918年3月に叔父の名である市馬に改名することになったが、柳派所属だったため亭号を「柳亭」とした。「柳亭市馬」の名跡は、この市馬を初代とし、以降代数を重ねている。
1918年か1919年ごろから東西会に移るも、晩年は不遇だったとされる。
関東大震災後に8代目林家正蔵（当時は3代目三遊亭圓楽）が訪ねたところ病気で寝ていたが、翌年に死去したという。死去時点での年齢について8代目正蔵は「六十歳ぐらいじゃァなかったでしょうかねぇ」と述べている。

### 芸風
6代目三遊亭圓生によるとよく演じたのは『野ざらし』『船徳』『石返し』『へっつい幽霊』『尻餅』などだったが、何をやってもうまかったと評している。叔父ゆずりの「推量節」も歌い、こちらも評判を取った。
一方、冒頭に愚痴っぽい話を長くするため、席亭や他の落語家の心証はよくなかったという。

## 2代目
2代目 柳亭 市馬（りゅうてい いちば、1892年11月11日 - 没年不詳）は、大正から昭和にかけての落語家。本名：小山 喜太郎。俗に「左官屋の市馬」と呼ばれる。

### 経歴・人物
元は柳家左鏡が率いた天狗連「左鏡連」で怪談噺や人情噺をやっていた。
プロの噺家としては、まず7代目土橋亭里う馬の門人となり、土橋亭龍若を名乗る。
1920年ごろ、2代目蜃気楼龍玉の門下に移り、蜃気楼圓璃となる。1921年に真打に昇進した。1924年に2代目三遊亭市馬を襲名し、まもなく亭号を柳亭に改める。1927年に柳家五蝶と改名するも、ほどなく市馬に復した。
1936年5月には5代目五明楼玉輔を襲名。これは4代目五明楼玉輔の実子で、当時廃業し新宿で洋食店を経営していた五明樓玉の助から名跡を譲り受けたものだった。しかし1938年、柳亭市馬に再改名。。『古今東西落語家事典』によると1943年まで名簿に名前が掲載されているが、没年は不明である。
芝居噺、怪談噺を得意とし『夢金』を売りにした。SPレコードを6枚ほど残している。

## 3代目
3代目 柳亭 市馬（りゅうてい いちば、1902年4月20日 - 1955年12月28日）は、大正から昭和にかけての落語家。本名：柴田 一。俗に「ポコちゃんの市馬」。

### 経歴
2代目月の家圓鏡に入門し、月の家月松を名乗る。1924年に師匠の前名のひとつである三遊亭三福を3代目として襲名し、真打昇進。
1942年ごろ4代目三遊亭圓楽を襲名。1947年に3代目柳亭市馬を襲名した。

### 人物
幇間、大神楽、ピン芸（一口芝居）などの余芸が売りだった。三代目三遊亭圓歌の実家を間借りして生活しており、圓歌に落語家になることを勧めたのは市馬である。